# Julia Molin
Julia Molin, född 13 maj 1990, är en svensk fotbollsspelare (ytterback) som spelar för Glasgow City. Hon har tidigare spelat för bland annat Avaldsnes IL, Sassuolo, Kristianstads DFF och AIK.

## Karriär
Molins moderklubb är Wä IF. Inför säsongen 2009 gick hon över till Kristianstads DFF. Molin debuterade i Damallsvenskan den 29 juni 2009 i en 8–0-förlust mot Umeå IK, där hon byttes in i den 73:e minuten mot Guðný Björk Óðinsdóttir. Inför säsongen 2010 förlängdes kontraktet med Kristianstad till och med säsongen 2011. Första målet i högsta serien gjorde hon efter ett sent inhopp den 24 maj 2010 på bortaplan mot Djurgården. I oktober 2011 förlängde hon sitt kontrakt i klubben med ett år.
Inför säsongen 2013 skrev hon på för AIK, kontraktet förlängdes senare till 2014 och 2015. I Elitettan 2013 gjorde Molin två mål för AIK och året efter i Damallsvenskan spelade hon samtliga ligamatcher och gjorde 2 assist. Inför säsongen 2015 ådrog hon sig en korsbandsskada.
Efter säsongen 2015 skrev hon på för Apollon Limassol på Cypern. I januari 2017 förlängde hon kontraktet med ett år.
Inför säsongen 2018 skrev Molin på för AGSM Verona i Italiens högsta liga. I augusti 2019 gick hon till Sassuolo. och därefter spelade hon en tid i norska Avaldsnes IL. I slutet av december 2020 skrev hon på för skotska mästarlaget Glasgow City.